# Black pearl
Pour l’article homonyme, voir Black Pearl.
Black pearl aussi connu sous le titre de Habanera pour piano, op. 70, est une œuvre de Mel Bonis, composée en 1905.

## Composition
Mel Bonis compose Black pearl pour piano en 1905, sous le pseudonyme de Pierre Domange. L'œuvre est dédiée « À une Perle noire ». Elle a été publiée aux éditions Demets la même année, puis rééditée en 2015 par les éditions Furore.

## Discographie
- Le diamant noir, par Laurent Martin (piano), Ligia Digital, 2016

## Sources
- Étienne Jardin, Mel Bonis (1858-1937) : parcours d'une compositrice de la Belle Époque, 2020 (ISBN 978-2-330-13313-9 et 2-330-13313-8, OCLC 1153996478, lire en ligne)